# Zagorje (rejon łokniański)
Zagorje (ros. Загорье) – wieś (ros. деревня, trb. dieriewnia) w zachodniej Rosji, w wołoscie Samołukowskaja (osiedle wiejskie) rejonu łokniańskiego w obwodzie pskowskim.

## Geografia
Miejscowość położona jest nad rzeką Wichrinka, 7 km od drogi regionalnej A-122, 7,5 km od centrum administracyjnego osiedla wiejskiego (Baszowo), 18 km od centrum administracyjnego rejonu (Łoknia), 165 km od stolicy obwodu (Psków).
W granicach miejscowości znajdują się ulice: Drużby, Gienierał-majora Nowikowa, zaułek Kłubnyj, Kołchoznaja, Ługowaja, Nowaja, Szkolnaja, zaułek Szkolnyj.

## Demografia
W 2010 r. miejscowość zamieszkiwało 127 osób.